# Commission des Affaires culturelles et de l'Éducation
Pour les articles homonymes, voir Commission de la Culture.
Histoire
Cadre
Bureau
La commission des Affaires culturelles et de l'Éducation  est l'une des huit commissions permanentes de l'Assemblée nationale française, créée le 1er juillet 2009 par la scission de l'ex-commission des Affaires culturelles, familiales et sociales.

## Organisation

### Compétences
De son côté, la commission des Affaires sociales reprend les attributions restantes de l'ancienne commission. Les compétences de la nouvelle Commission des Affaires culturelles et de l'Éducation, fixées par l'article 36, alinéa 4, du Règlement, sont les suivantes : 
- Enseignement scolaire ;
- Enseignement supérieur ;
- Recherche ;
- Jeunesse ;
- Sports ;
- Activités artistiques et culturelles ;
- Communication ;
- Propriété intellectuelle.

### Composition du bureau

#### Liste des présidents
| Portrait | Nom | Dates du mandat      | Dates du mandat  | Groupe         | Législature | Notes | |
| -------- | --- | -------------------- | ---------------- | -------------- | ----------- | ----- | --- |
| 1        |     | Michèle Tabarot      | 1er juillet 2009 | 28 juin 2012   | UMP         | XIIIe | Députée des Alpes-Maritimes depuis 2002. Elle devient la première présidente de la nouvelle commission. Elle quitte la présidence après la victoire du Parti socialiste aux élections législatives de 2012.                                                                                          |
| 2        |     | Patrick Bloche       | 28 juin 2012     | 20 juin 2017   | SRC/SER     | XIVe  | Député de Paris de 1997 à 2017. Il devient président après la victoire du Parti socialiste aux élections législatives de 2012. Il perd son mandat de député au second tour des élections législatives de 2017.                                                                                       |
| 3        |     | Bruno Studer         | 29 juin 2017     | 21 juin 2022   | LREM        | XVe   | Député du Bas-Rhin de 2017 à 2024. Il devient président après la victoire de LREM aux élections législatives de 2017. |
| 4        |     | Agnès Firmin-Le Bodo | 30 juin 2022     | 6 juillet 2022 | HOR         | XVIe  | Députée de la Seine-Maritime de 2017 à 2022. Elle devient présidente après la victoire relative de la coalition Ensemble comprenant les alliés d'Emmanuel Macron aux élections législatives de 2022. Elle quitte la présidence quelques jours plus tard à la suite de sa nomination au gouvernement. |
| 5        |     | Isabelle Rauch       | 6 juillet 2022   | 9 juin 2024    | HOR         | XVIe  | Députée de la Moselle depuis 2017. Elle devient présidente après la démission d'Agnès Firmin-Le Bodo. |
| 6        |     | Fatiha Keloua-Hachi  | 20 juillet 2024  | en cours       | SOC         | XVIIe | Députée de la Seine-Saint-Denis depuis 2022. |

#### XIIIelégislature
Lors de la XIIIe législature, elle est présidée par Michèle Tabarot, avec pour vice-présidents Michel Herbillon, Olivier Jardé, Christian Kert et Marcel Rogemont.
| Poste           | Titulaire        | Titulaire          | Groupe | Circonscription          |
| --------------- | ---------------- | ------------------ | ------ | ------------------------ |
| Présidente      |                  | Michèle Tabarot    | UMP    | 9e des Alpes-Maritimes   |
| Vice-présidents | Michel Herbillon | 8e du Val-de-Marne | UMP    |                          |
| Vice-présidents |                  | Olivier Jardé      | NC     | 2e de la Somme           |
| Vice-présidents |                  | Christian Kert     | UMP    | 11e des Bouches-du-Rhône |
| Vice-présidents |                  | Marcel Rogemont    | SRC    | 3e d'Ille-et-Vilaine     |

#### XIVelégislature
| Poste           | Titulaire           | Titulaire             | Groupe  | Circonscription          |
| --------------- | ------------------- | --------------------- | ------- | ------------------------ |
| Président       |                     | Patrick Bloche        | SRC/SER | Paris (7e)               |
| Vice-présidents | Marie-Odile Bouillé | Loire-Atlantique (8e) | SRC/SER |                          |
| Vice-présidents |                     | Marie-George Buffet   | GDR     | Seine-Saint-Denis (4e)   |
| Vice-présidents |                     | Michel Ménard         | SRC/SER | Loire-Atlantique (5e)    |
| Vice-présidents |                     | Michèle Tabarot       | UMP/LR  | Alpes-Maritimes (9e)     |
| Secrétaires     |                     | Isabelle Attard       | ECOLO   | Calvados (5e)            |
| Secrétaires     |                     | Michel Herbillon      | UMP/LR  | Val-de-Marne (8e)        |
| Secrétaires     |                     | Sonia Lagarde         | UDI     | Nouvelle-Calédonie (1re) |
| Secrétaires     |                     | Maud Olivier          | SRC/SER | Essonne (5e)             |

#### XVelégislature
| Poste           | Titulaire           | Titulaire             | Groupe     | Circonscription        |
| --------------- | ------------------- | --------------------- | ---------- | ---------------------- |
| Président       |                     | Bruno Studer          | LREM       | Bas-Rhin (3e)          |
| Vice-présidents |                     | Constance Le Grip     | LR         | Hauts-de-Seine (6e)    |
| Vice-présidents |                     | Frédérique Dumas      | LREM       | Hauts-de-Seine (13e)   |
| Vice-présidents |                     | Pierre-Yves Bournazel | LC/UAI/UDI | Paris (18e)            |
| Vice-présidents |                     | Sylvie Charrière      | LREM       | Seine-Saint-Denis (8e) |
| Secrétaires     |                     | Maxime Minot          | LR         | Oise (7e)              |
| Secrétaires     |                     | Pascal Bois           | LREM       | Oise (3e)              |
| Secrétaires     | Pierre-Alain Raphan | Essonne (10e)         |            |                        |
| Secrétaires     |                     | Régis Juanico         | NG/SOC     | Loire (1re)            |

#### XVIelégislature
| Poste           | Titulaire | Titulaire          | Groupe    | Circonscription       |
| --------------- | --------- | ------------------ | --------- | --------------------- |
| Présidente      |           | Isabelle Rauch     | HOR       | 9e de la Moselle      |
| Vice-présidents |           | Géraldine Bannier  | DEM       | 2e de la Mayenne      |
| Vice-présidents |           | Fabienne Colboc    | RE        | 4e d'Indre-et-Loire   |
| Vice-présidents |           | Sarah Legrain      | LFI-NUPES | 16e de Paris          |
| Vice-présidents |           | Maxime Minot       | LR        | 7e de l'Oise          |
| Secrétaires     |           | Béatrice Descamps  | LIOT      | 21e du Nord           |
| Secrétaires     |           | Frédérique Meunier | LR        | 2e de la Corrèze      |
| Secrétaires     |           | Emmanuel Pellerin  | RE        | 9e des Hauts-de-Seine |

À la suite de sa nomination dans le gouvernement Borne lors du remaniement du 4 juillet 2022, Agnès Firmin-Le Bodo est remplacée à la présidence de la commission par Isabelle Rauch.

#### XVIIelégislature
| Poste           | Titulaire | Titulaire              | Groupe | Circonscription        |
| --------------- | --------- | ---------------------- | ------ | ---------------------- |
| Présidente      |           | Fatiha Keloua Hachi    | SOC    | Seine-Saint-Denis (8e) |
| Vice-présidents |           | Philippe Ballard       | RN     | Oise (2e)              |
| Vice-présidents |           | Belkhir Belhaddad      | EPR    | Moselle (1re)          |
| Vice-présidents |           | Frédérique Meunier     | DR     | Corrèze (2e)           |
| Vice-présidents |           | Jérémie Patrier-Leitus | HOR    | Calvados (3e)          |
| Secrétaires     |           | Béatrice Bellamy       | HOR    | Vendée (2e)            |
| Secrétaires     |           | Virginie Duby-Muller   | DR     | Haute-Savoie (4e)      |
| Secrétaires     |           | Delphine Lingemann     | Dem    | Puy-de-Dôme (4e)       |
| Secrétaires     |           | Graziella Melchior     | EPR    | Finistère (5e)         |